# Ekkehard Klemm
Ekkehard Klemm (n. 1958, Karl-Marx-Stadt, Germania) este un dirijor german.